# 南極の歴史
人類における南極の歴史（なんきょくのれきし）は探検史・観測史といってもよい。南極大陸は約3,000万年前の漸新世から氷床に覆われた厳しい気候の地であり、先住的な居住者は存在していない。

## 南極発見前史
西ヨーロッパにおいては、南方大陸の伝承が長い間、伝えられていた。これは、南半球に未知の巨大大陸が存在しているという伝承で、多くの探検家がこの大陸の発見を試みた。
ギリシャのプトレマイオスが紀元150年ごろに描いた地図には、世界最南端に位置する場所に「未知の南の大陸」が記され、思索的にはギリシア時代には既に南極大陸の可能性が指摘されていた。
その後南の海で最初に「氷」を見たのはポリネシア人だったとされる。クック諸島のラロトンガ島に伝わる伝承には「650年、ウイ・テ・ランギオラは南太平洋をカヌーで航海中に暴風雨に流され、氷の浮かぶ海に達した」との記述が見られる。
1513年作成のオスマン帝国の海軍提督ピリ・ムハメドの地図にウェッデル海からクィンモード・ランドにかけての海岸線が南アメリカ大陸に繋がる形で描かれているように見える。これが通称ピーリー・レイースの地図であるが、南極大陸を描いたものではなく、地図上のスペースに収まるように南アメリカ大陸の海岸線を描いたものとする解釈が一般的である。
15世紀の大航海時代に入ると、ヨーロッパ人にとって未知の海域であった南半球への航海が活発に行われるようになる。フェルディナンド・マゼランが1520年に発見したマゼラン海峡の南側の陸地は当時ティエラ・デル・フェゴ（現在はフェゴ島）と呼ばれ、求めていた南の大陸であろうと考えられていた。その後1577年、この説はフランシス・ドレークによってティエラ・デル・フェゴはただの島であった事が決定付けられる。
16世紀後半に入ると各国の航海者が持ち帰る情報を元に新しい地図が作られていった。ゲラルドゥス・メルカトルによって1569年に出版された地図にはティエラ・デル・フェゴやオーストラリアを含めた「テラ・オーストラリス・ノンドゥム・コグニタ」と名付けられた南の大陸が記されている。この地図は後世に大きな影響を与え、アブラハム・オルテリウスの地図や日本の「世界地図屏風」などにもその大陸の痕跡は認められる。
フランスのジャン＝バティスト・シャルル・ブーヴェ・ド・ロジエは、ブーベ島を発見し、多数の卓状氷山の存在を報告した（1739年）。1772年から1775年にかけてジェームズ・クックが行った探検により、巨大大陸の可能性は否定された。この探検において、クックは1773年1月17日人類として初めて南極圏に入り（東経39度）、1774年1月30日には西経106度54分で南緯71度10分まで達したが、南極大陸を発見する事は無かった。

## 南極大陸の発見
その後も、南方への探検は行われ、1820年に南極大陸が発見される。しかし、南極大陸の発見者については論争があり、確定していない。ロシア海軍のベリングスハウゼン、イギリス海軍のエドワード・ブランスフィールド、アメリカ人アザラシ漁師のナサニエル・パーマーのうちの誰かだろうとは推定されている。彼らによる発見時期は数日程度しか離れておらず、パーマーは1月27日、ベリングスハウゼンは1月28日、ブランスフィールドは1月30日に発見したとしている。（パーマーはオルレアン海峡にはいり、同海峡の一方は南極大陸であり、パーマーランドと命名した。ブランスフィールドはブランスフィールド海峡を南緯64度30分まで南下、陸地を望見、トリニティランドと命名した。）
1821年2月7日には、アザラシ漁師のジョン・デイヴィスが、ヒューズ湾で南極大陸への初上陸を行ったと主張している。但し、これには議論がある。

## 南極大陸の探検

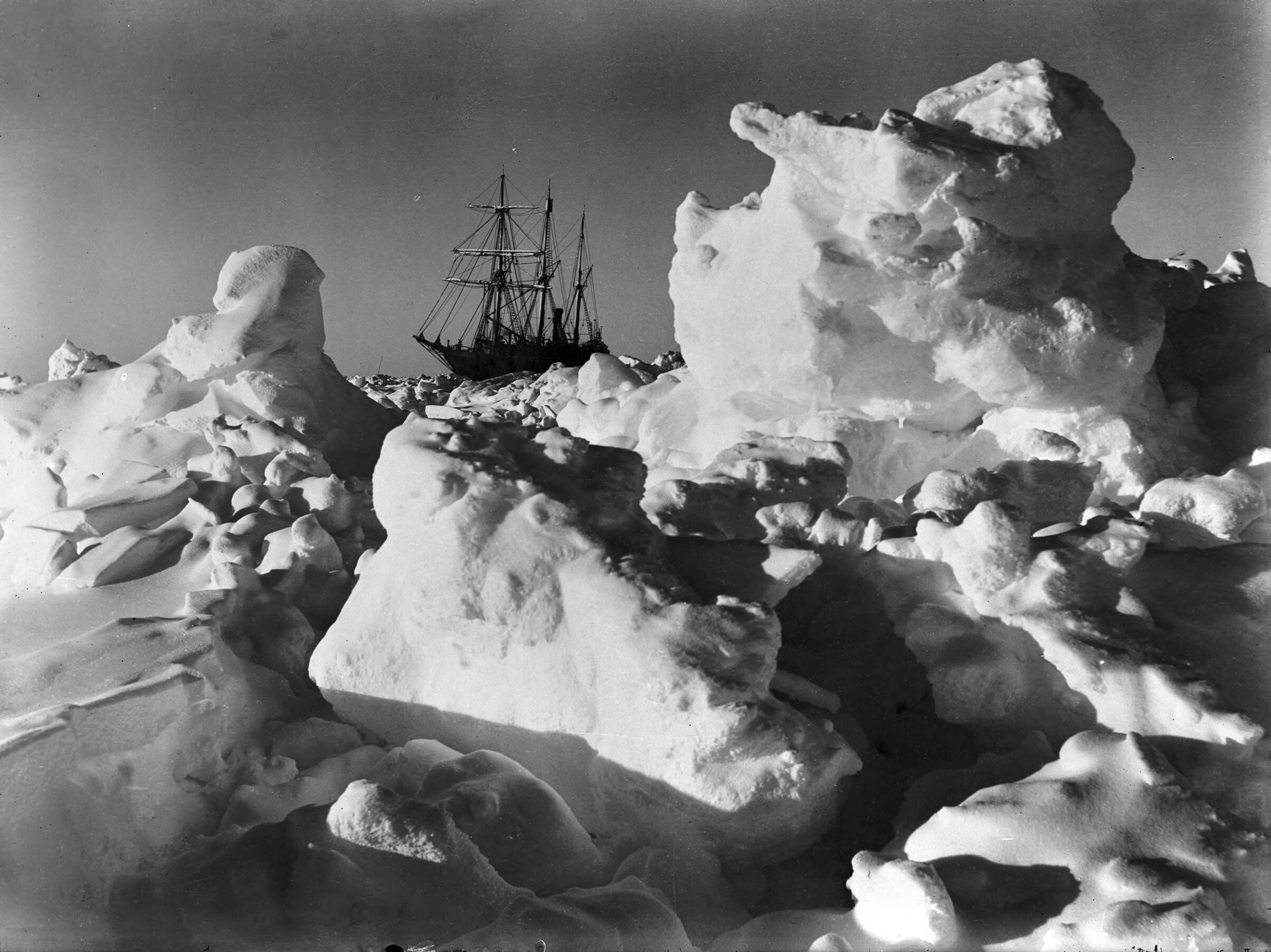
流氷に閉じ込められるエンデュランス号

1831年に北磁極の位置が確定すると、南磁極の位置に、科学界の関心が持たれることとなった。イギリス人のジェームズ・クラーク・ロスは、南磁極を求め、1839年から1843年にかけて南極を探検した。ロスの観測船は、南磁極に到達できなかったものの、南緯78度まで達し、ロス棚氷やエレバス山、テラー山などを発見した。
その後、探検は途絶えていたが、1897年にベルギー人のアドリアン・ド・ジェルラシによって多国籍の探検隊がアントウェルペンで結成された。彼らの探検船ベルジカ (BELGICA) は、1898年2月28日から1899年3月14日まで、約13ヶ月間、氷に閉じ込められ漂流した。病気により、探検隊に死者が出るなどしたが、探検隊自体の生還には成功している。南極圏における越冬により、多くの経験を得ることができた。この探検隊にはロアール・アムンセンも加わっていた。
この頃は、ドイツやスウェーデンも探検隊を派遣し、越冬を行っている。1901年から1904年にかけては、イギリス探検隊が南極に上陸している。ロバート・スコット率いるイギリス探検隊はマクマード湾に基地を設営し、内陸部の探査を行った。
スコットランド人のアーネスト・シャクルトン率いるイギリス探検隊が1907年から1909年にかけて、南極探検を行っている。この探検隊は、1909年1月9日南極点まで180km、南緯88度23分に達したほか、1909年1月16日には南磁極に達することに成功した。
初の南極点到達は1911年12月14日のことであり、ロアール・アムンセン率いるノルウェー探検隊によって達成された。アムンセンと極点到達の競争を行っていたロバート・スコットは、1912年1月18日に南極点に到達したが、極点から基地への帰路に遭難し、探検隊が全滅している。
1914年にアーネスト・シャクルトン率いる南極大陸横断を目的とするイギリス探検隊が結成された。しかし、探検隊の船・エンデュランスは南極到達前に氷に閉じ込められ、漂流することとなった。9ヵ月後に船が氷に破砕、沈没されたため、ボートにより脱出する。その後、サウス・ジョージア島に助けを求め、長期の遭難にも拘らず、全員生還することに成功する。

## 科学観測の時代
アメリカ海軍のリチャード・バードは1928年を皮切りに、1930年代から1950年代にかけて5回、南極へ行っている。これは、航空機も用いたものであり、1929年11月28日と29日には、南極点上空の初飛行に成功している。

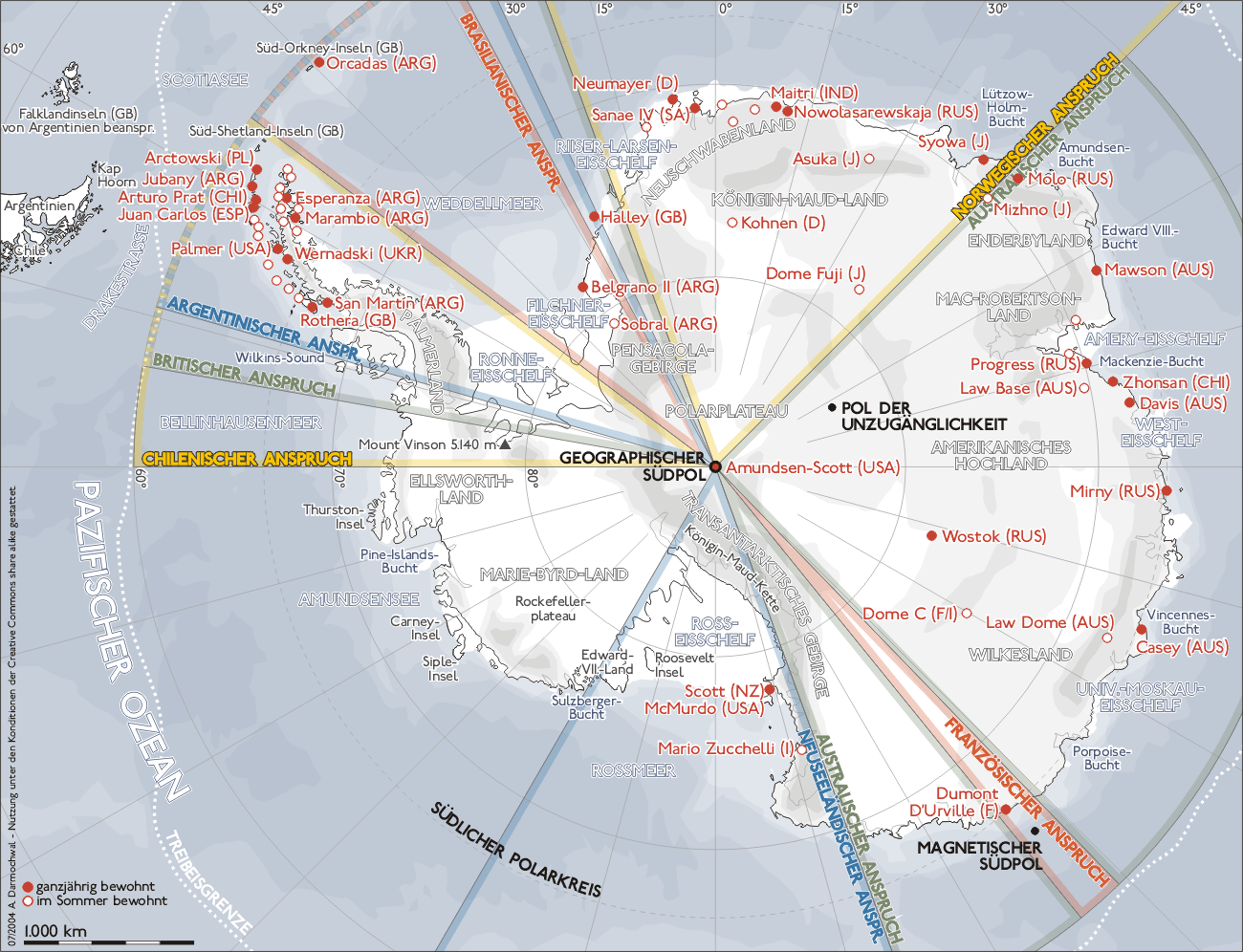
8カ国が主張する南極の領有区分 経度によって扇型に分割されている。図上の0度から時計回りにノルウェー、オーストラリア、フランス、ニュージーランド、チリ、イギリス、アルゼンチン、ブラジルの主張する領土を示した。ブラジル以外の7カ国は第一次世界大戦以前から領土を主張している。オーストラリアの主張する領土は東経45度から160度に及び最も広い。西経60度に沿って延びる南極半島付近では特に各国の主張する範囲が重なり合っている。

1930年代から1940年代にかけては、各国が南極の領有権を主張したが、1959年締結の南極条約により、領有権は凍結された。ただし、アルゼンチンでは、南極にて児童(エミリオ・パルマ)を出生させるなど、南極の領有に関して熱心である。